# Гіжицко (гміна)
Гмі́на Гіжи́цко (пол. Gmina Giżycko) — сільська гміна у північній Польщі. Належить до Гіжицького повіту Вармінсько-Мазурського воєводства.
Станом на 31 грудня 2011 у гміні проживало 8103 особи.

## Територія
Згідно з даними за 2007 рік площа гміни становила 289.76 км², у тому числі:
- орні землі: 49.00%
- ліси: 15.00%

Таким чином, площа гміни становить 25.90% площі повіту.

## Населення
Станом на 31 грудня 2011:
| Опис     | Загалом | Загалом | Чоловіки | Чоловіки | Жінки | Жінки |
| -------- | ------- | ------- | -------- | -------- | ----- | ----- |
| одиниця  | осіб    | %       | осіб     | %        | осіб  | %     |
| все      | 8103    | 100     | 4092     | 50.50    | 4011  | 49.50 |
| міське   | 0       | 100     | 0        |          | 0     |       |
| сільське | 8103    | 100     | 4092     | 50.50    | 4011  | 49.50 |

## Сусідні гміни
Гміна Гіжицко межує з такими гмінами: Венгожево, Видміни, Гіжицко, Кентшин, Круклянкі, Мілкі, Позездже, Рин.